# 近江寺
近江寺（きんこうじ）は兵庫県神戸市西区にある高野山真言宗の仏教寺院。山号は近江山、本尊は十一面千手観音。明石八山寺の一つ。

## 概要
646年（大化2年）に法道が開基と伝わる。
本尊の十一面千手観音は琵琶湖の水面に浮かぶ桜の木を法道が刻んだものと伝わる秘仏で、60年に一度開帳される。
本堂は1579年の羽柴秀吉の三木城攻め（三木合戦）のおりの兵火を受けて焼失した後、1662年に再建されたものである。

## 伽藍
- 本堂 - 江戸時代初期（1662年）再建
- 護摩堂
- 山門 - 仁王像安置

## 行事
- 修正会（鬼やらい、2月11日） - 1300年以上の歴史を持つ

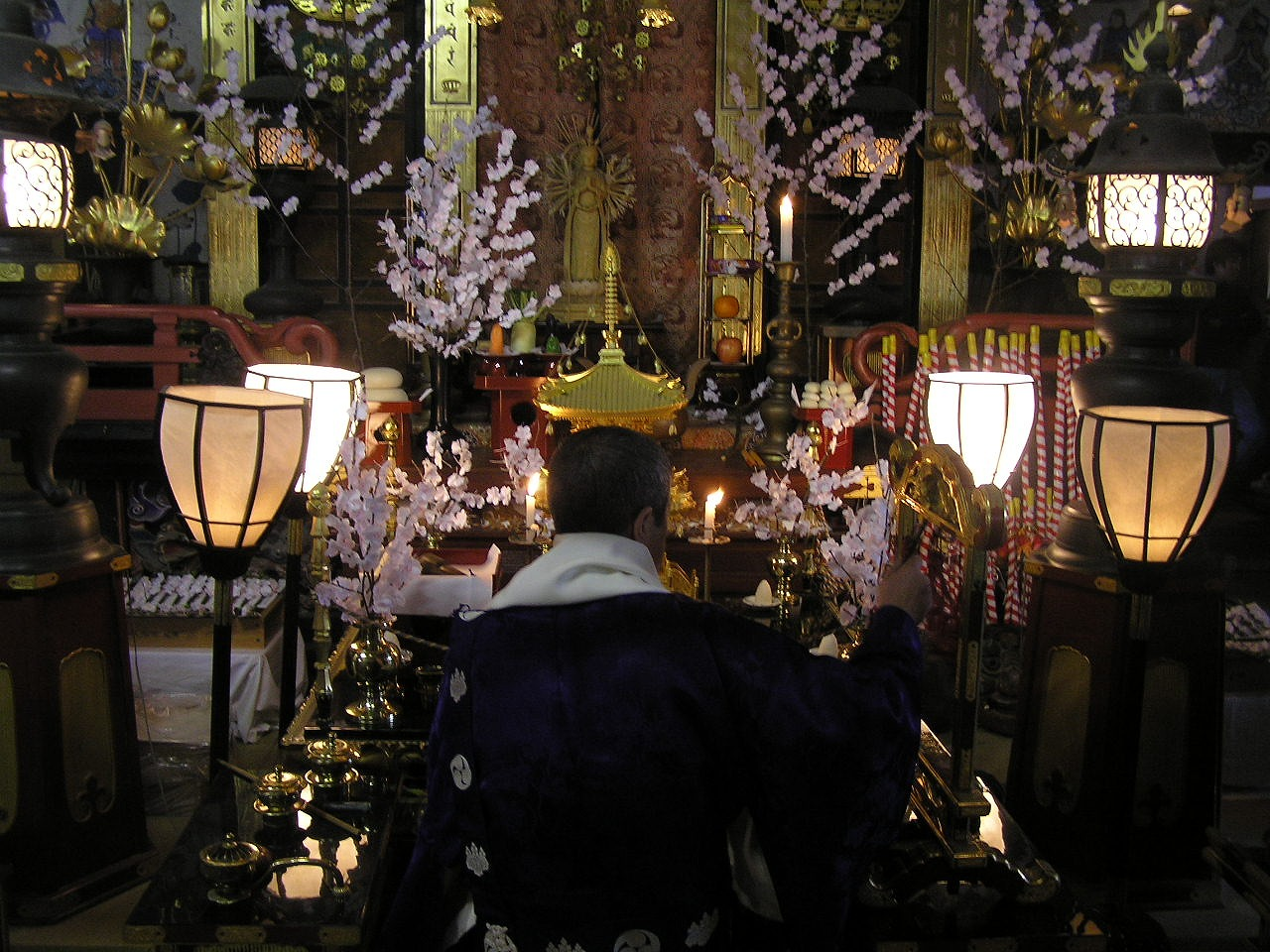
修正会（2月11日）
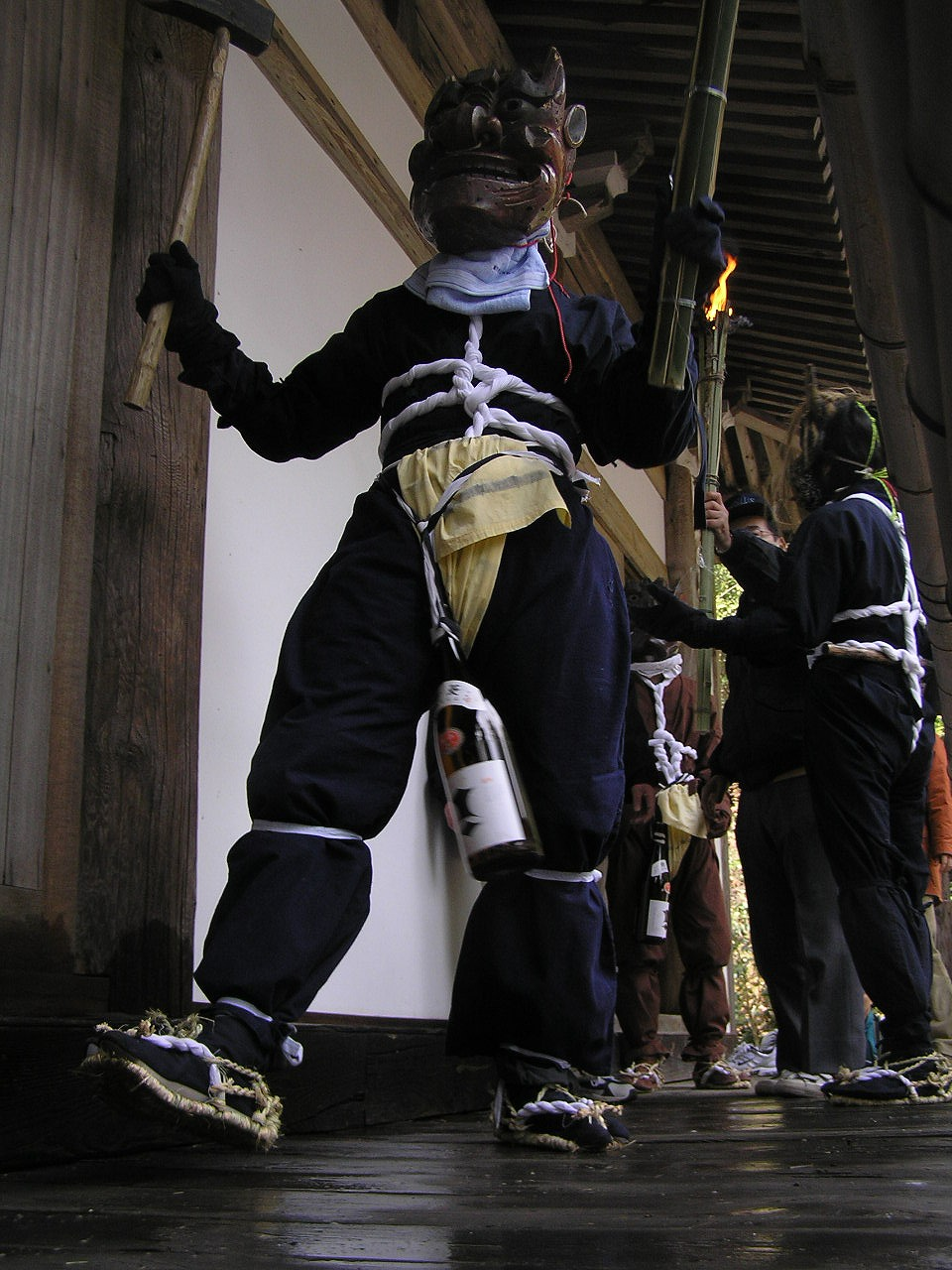
修正会（鬼やらい）
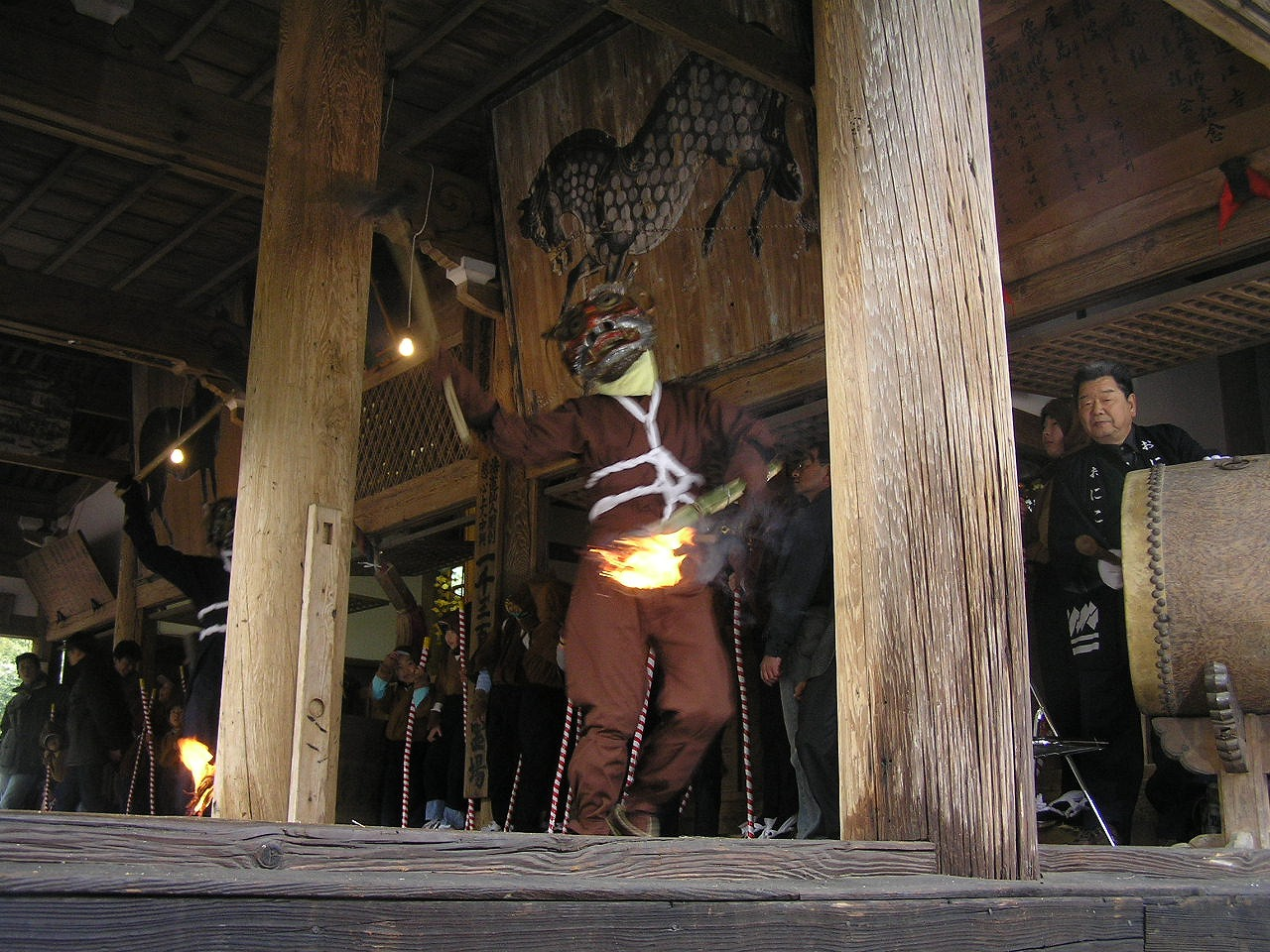
修正会（鬼やらい）

## 札所
- 播磨西国三十三箇所 第26番
- 明石西国三十三箇所 第17番

## 所在地
〒651-2203 兵庫県神戸市西区押部谷町近江142 

## 交通アクセス
- 神戸電鉄粟生線 押部谷駅から神姫バス、「上細田」バス停下車、徒歩30分
- 神戸市営地下鉄西神山手線 西神中央駅から神姫バス、「上細田」バス停下車、徒歩30分
- 山陽電鉄本線 山陽明石駅から神姫バス、「上細田」バス停下車、徒歩30分
- JR神戸線 明石駅から神姫バス、「上細田」バス停下車、徒歩30分

## ギャラリー

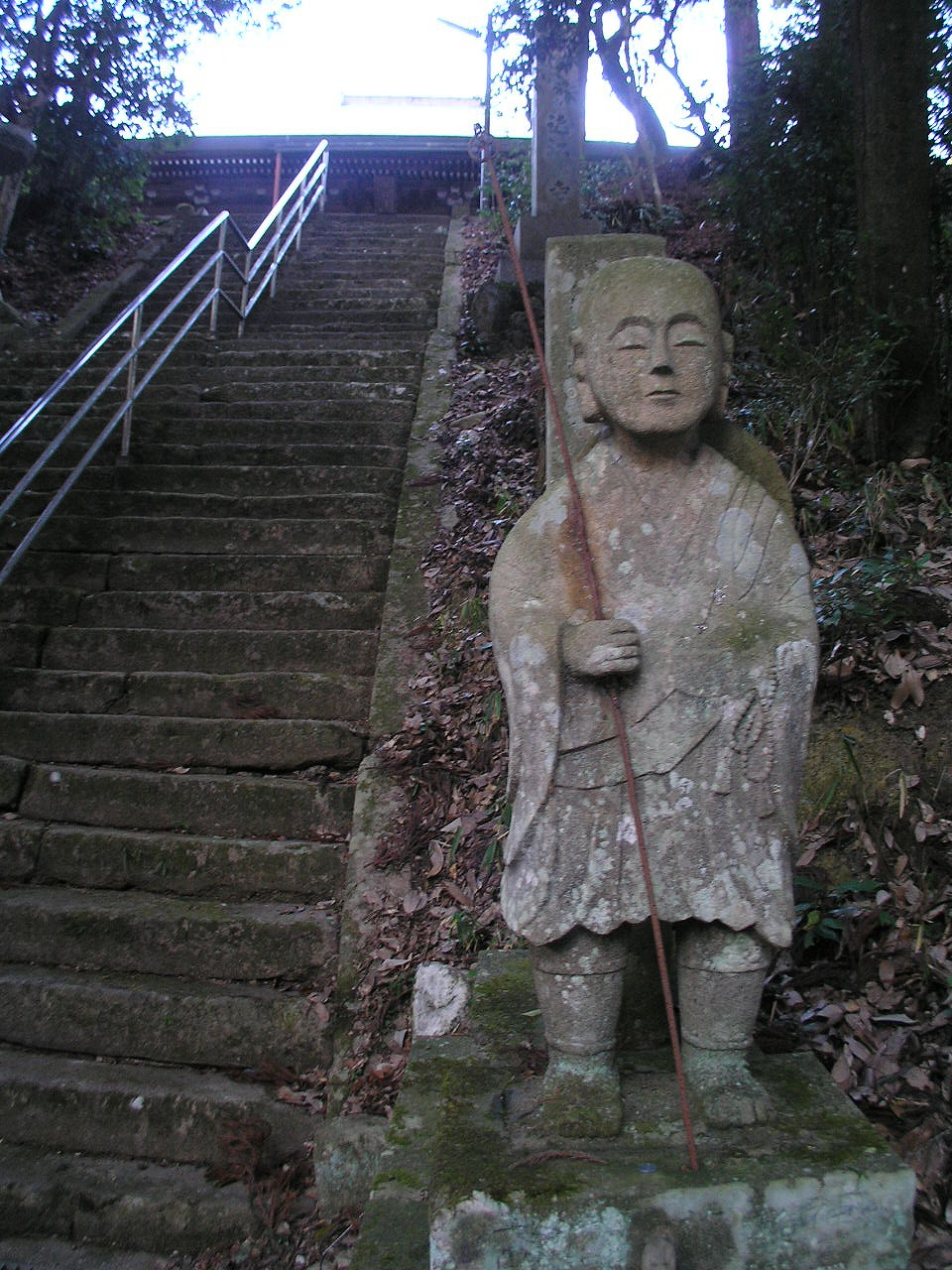
近江寺本堂への石段と大師像
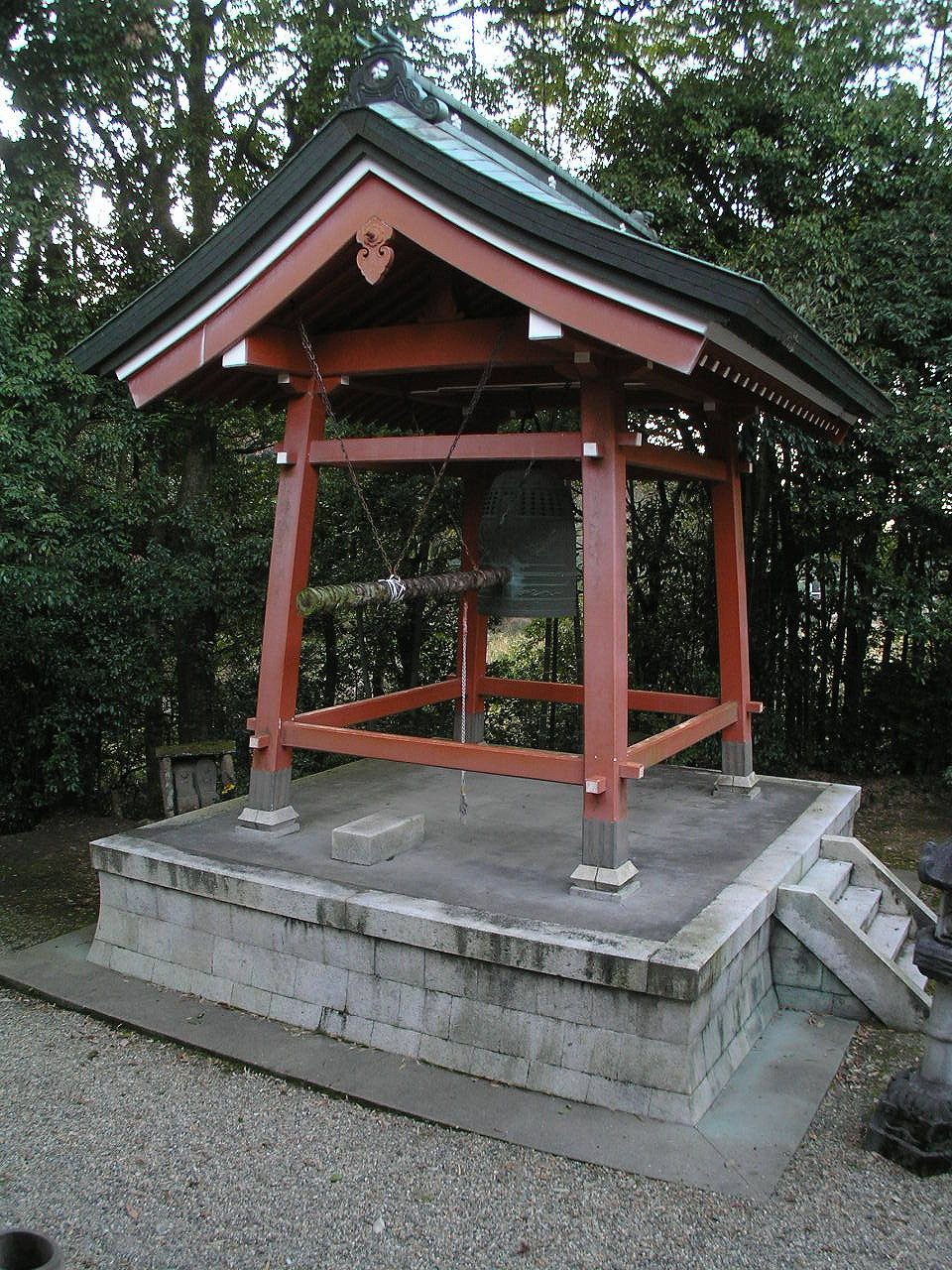
近江寺鐘楼
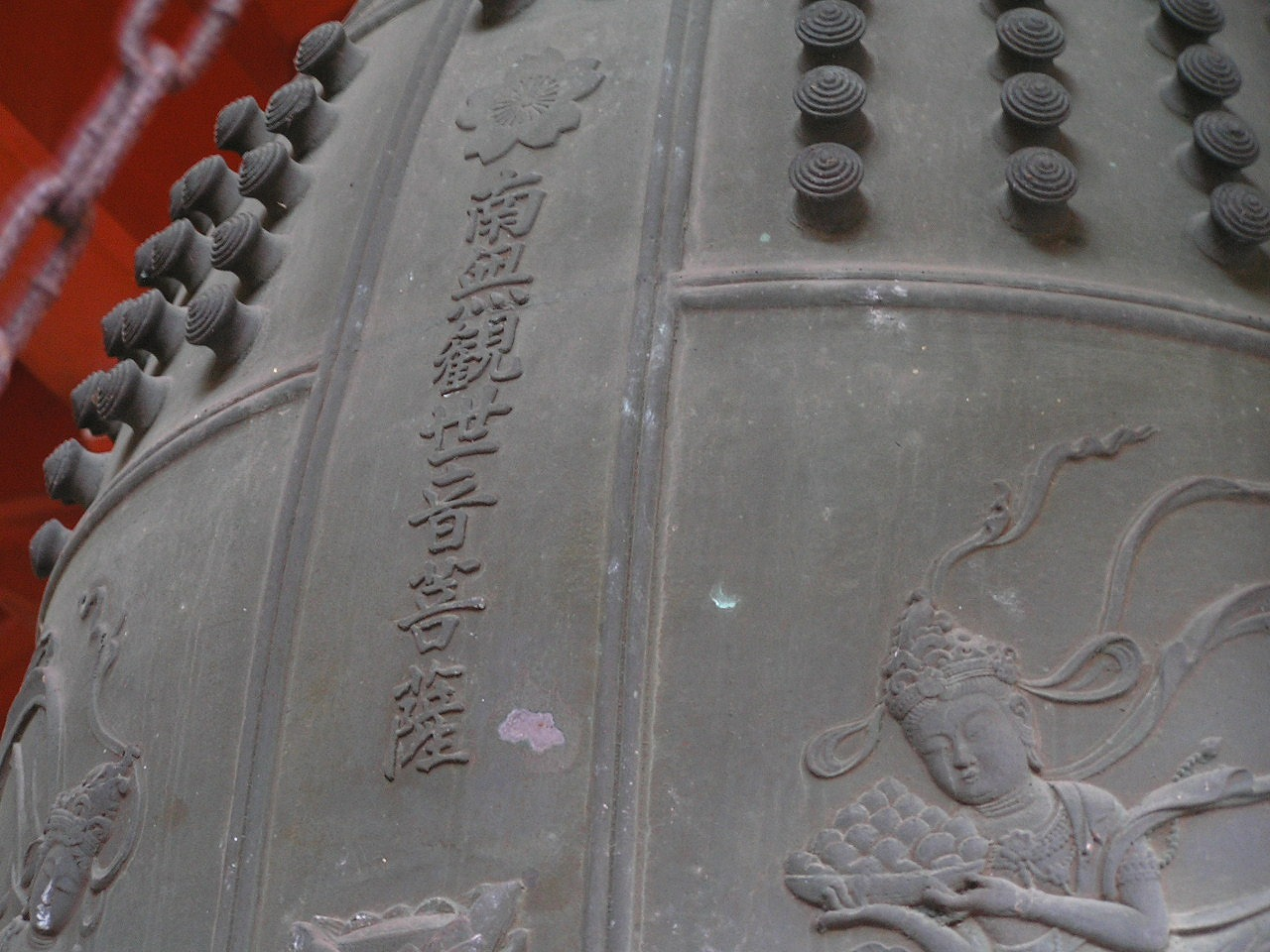
美しい絵柄が見られる鐘
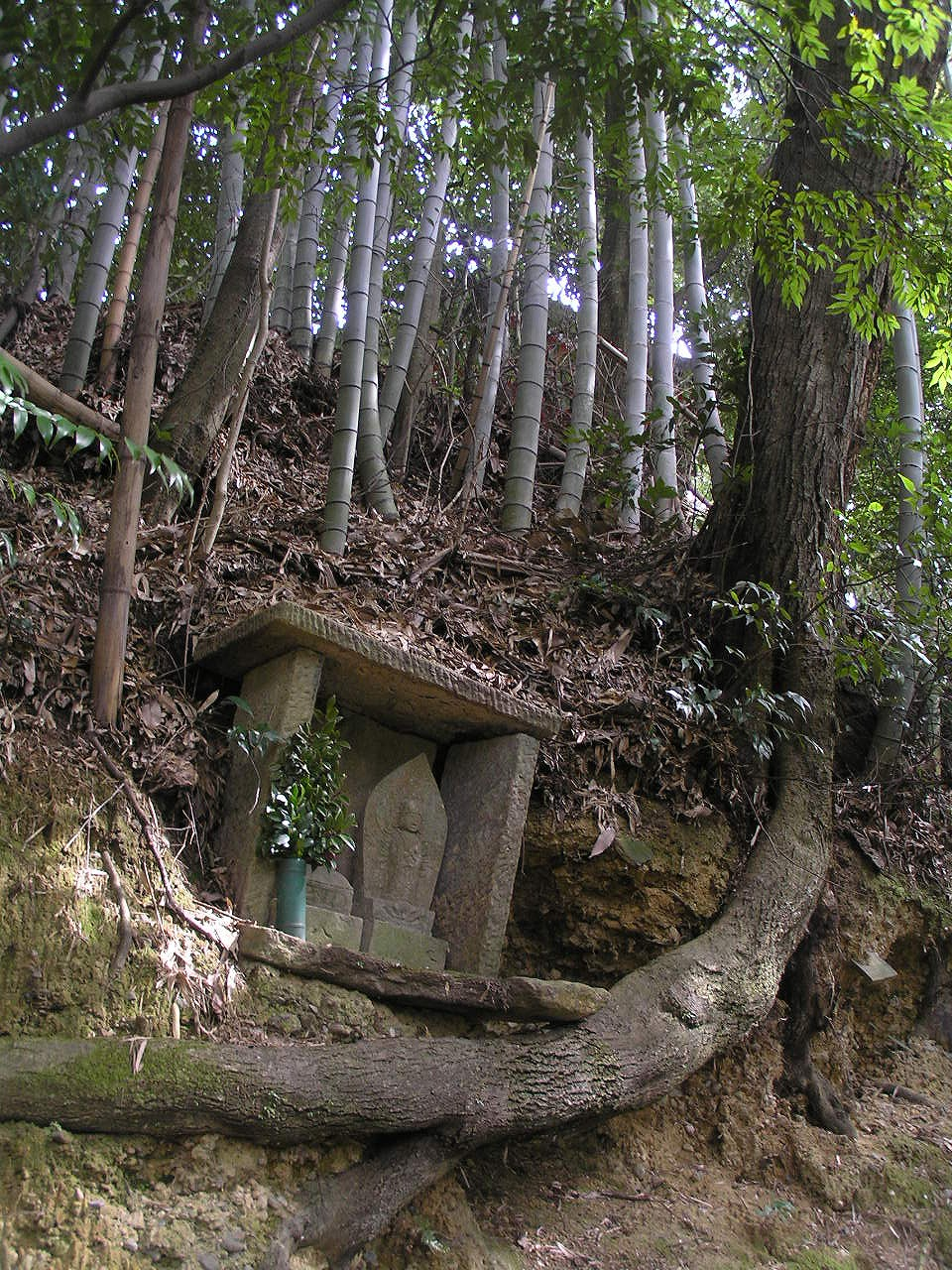
境内にある八十八ヶ所巡り